# Cut (album)
Pour les articles homonymes, voir Cut.
Cut est le premier album de The Slits, sorti en 1979 sur le label Island Records.

## Présentation
Il a connu un bref succès commercial, se hissant dans le top 30 des ventes d'albums au Royaume-Uni au moment de sa sortie. Cependant, c'est surtout par la critique musicale que cet album a été consacré. L'incorporation, inédite à l'époque, de grooves, de lignes de basse et de dynamiques empruntés au reggae et d'effets sonores inspirés du dub, par un groupe affilié au mouvement punk, en fait l'un des albums phares du courant post-punk, aux côtés de Metal Box de Public Image Ltd. et de Y de The Pop Group. En 2004 il a été placé 58e au classement des 100 plus grands albums britanniques de The Observer. Il fait aussi partie de la liste des 1001 albums qu'il faut avoir écoutés dans sa vie.
C'est également cet album qui fait rentrer The Slits parmi les grandes figures féministes du mouvement punk, avec d'autres comme Liliput et The Raincoats.
L'album a été réédité en CD en 1990 et 2000 en Europe dans le cadre des séries Island Master (IMCD 90 et IMCD 275). En 2005, Koch Records a racheté les droits des masters de Cut à Island Def Jam Music Group et l'a réédité aux États-Unis en CD pour la première fois.

## Titres
Chansons écrites par Viv Albertine, Tessa Pollitt, Arianne Forster (Ari Up) et Paloma Romero (aka Palmolive)

### Face A
1. Instant Hit – 2:43
2. So Tough – 2:41
3. Spend, Spend, Spend – 3:18
4. Shoplifting – 1:39
5. FM – 3:35

### Face B
1. Newtown – 3:48
2. Ping Pong Affair – 4:16
3. Love und Romance – 2:27
4. Typical Girls – 3:57
5. Adventures Close to Home – 3:28

Bonus
1. I Heard It Through the Grapevine (Barrett Strong, Norman Whitfield)
2. "Liebe and Romanze" (Slow Version)

## Personnel
- Ari Up - Chant
- Viv Albertine - Guitare
- Tessa Pollitt - Guitare
- Budgie - Batterie
- Dennis Bovell - Effets sonores

Photographie par Pennie Smith